# Liste der Nummer-eins-Hits in Polen (2021)
Dies ist eine Liste der Nummer-eins-Hits in Polen im Jahr 2021. Sie basiert auf den offiziellen Airplay Top 100 und den Album Top 50, die im Auftrag des polnischen Związek Producentów Audio-Video erstellt werden.

## Singles
| ← 2020 ← | Liste der Nummer-eins-Hits in Polen | Liste der Nummer-eins-Hits in Polen                                              | Liste der Nummer-eins-Hits in Polen | 2022 →                    |
| \| Zeitraum \| Wo. ges. \| Interpret \| Titel Autor(en) \| Zusätzliche Informationen \| \| (Zeitraum, Wochen auf Platz eins, Interpret, Titel, Autor[en], zusätzliche Informationen) \| \| \| \| \| \| ----------------------------------------------------------------------------------------- \| -------- \| -------------------------------------------------------------------------------- \| -------------------------------------------------------------------------------------------------------------------------------------------------------------------------------------------------------------- \| ------------------------- \| \| 26. Dezember 2020 – 5. Februar 2021 6 Wochen \| 6 \| Robin Schulz feat. Kiddo \| All We Got Emma Olivia Helena Bertilsson, Fredrik Carl Tomas Samsson, Oliver Lundström, Alessandra Helena Günthardt, Robin Schulz, Dennis Bierbrodt, Jürgen Dohr, Guido Kramer, Stefan Dabruck, Daniel Deimann \| – \| \| 6. Februar 2021 – 12. Februar 2021 1 Woche \| 1 \| Gromee feat. Ásdís \| Worth It Jannik Brunke, Ásdís María Viðarsdóttir, Andrzej Piotr Gromala \| – \| \| 13. Februar 2021 – 19. Februar 2021 1 Woche \| 1 \| The Weeknd \| Save Your Tears Max Martin, Abel Tesfaye, Ahmad Balshe, Oscar Thomas Holter, Jason Matthew Quenneville \| – \| \| 20. Februar 2021 – 26. Februar 2021 1 Woche \| 1 \| Jason Derulo x Nuka \| Love Not War (The Tampa Beat) Jacob Kasher Hindlin, Shawn Charles, Jason Derulo, Ridge Maukava \| – \| \| 27. Februar 2021 – 5. März 2021 1 Woche \| 1 \| Vinai × Le Pedre \| I Was Made John Charles Barrett, Stanley Bert Eisen, Vincent Poncia Jr. \| – \| \| 6. März 2021 – 9. April 2021 5 Wochen \| 5 \| Sanah & Vito Bambino \| Ale jazz! Mateusz Dopieralski, Magdalena Wójcik, Jakub Galiński, Zuzanna Jurczak \| – \| \| 10. April 2021 – 16. April 2021 1 Woche \| 1 \| Ofenbach feat. Lagique \| Wasted Love Haris Alagic, Sophia Ayana, Jihad Rahmouni, Dorian Jean Louis Guy Lauduique, César Thaddée Laurent de Rummel \| – \| \| 17. April 2021 – 23. April 2021 1 Woche \| 1 \| Riton & Nightcrawlers feat. Mufasa and Hypeman \| Friday (Dopamine Re-Edit) Ross Alexander John Campbell, Hugh Jude Brankin, John Robinson Reid, Graham McMillan Wilson \| – \| \| 24. April 2021 – 30. April 2021 1 Woche \| 1 \| Foothills & Badjack feat. Kheela \| I Got Me Calle Hellberg, Kamil Pankowski, Kamil Relikowski, Mikaela Mohlin \| – \| \| 1. Mai 2021 – 7. Mai 2021 1 Woche \| 1 \| Toby Romeo, Felix Jaehn & Faulhaber \| Where the Lights Are Low Nicholas David Kershaw, Joren Johannes van der Voort, Benjamin Simon Samana, Felix Jaehn, Tobias Waß, Nick Faulhaber \| – \| \| 8. Mai 2021 – 14. Mai 2021 1 Woche \| 1 \| Jason Derulo feat. Adam Levine \| Lifestyle Amy Rose Allen, Pablo Bowman, Jacob Kasher Hindlin, Natalie Salomon, Kevin Clark White, Michael Clinton Woods II, Jason Joe Desrouleaux, Adam Noah Levine, Casey David Smith \| – \| \| 15. Mai 2021 – 21. Mai 2021 1 Woche (insgesamt 2) \| 2 \| Shanguy & Mark Neve \| Kalima minou Cristiano Cesario, Marco Quisisana, Roberto Cicogna, Shady Fatin Cherkaoui, Vincenzo Nardone \| – \| \| 22. Mai 2021 – 28. Mai 2021 1 Woche \| 1 \| Majestic × Boney M. \| Rasputin Frank Farian, George Reyam, Fred Jay \| – \| \| 29. Mai 2021 – 4. Juni 2021 1 Woche (insgesamt 2) \| 2 \| Shanguy & Mark Neve \| Kalima minou Cristiano Cesario, Marco Quisisana, Roberto Cicogna, Shady Fatin Cherkaoui, Vincenzo Nardone \| – \| \| 5. Juni 2021 – 18. Juni 2021 2 Wochen \| 2 \| Imagine Dragons \| Follow You Fransisca Hall, Joel Little, Elley Duhey, Daniel Wayne Sermon, Benjamin Arthur McKee, Daniel Platzman, Daniel Coulter Reynolds \| – \| \| 19. Juni 2021 – 6. August 2021 7 Wochen \| 7 \| Olivia Addams \| Stranger Adelina Stîngă, Alex Parker, Holy Molly, Marius Dia, Olivia Addams \| – \| \| 7. August 2021 – 27. August 2021 3 Wochen (insgesamt 4) \| 4 \| Ed Sheeran \| Bad Habits Edward Christopher Sheeran, Johnny McDaid, Frederick John Philip Gibson \| – \| \| 28. August 2021 – 10. September 2021 2 Wochen (insgesamt 4) \| 4 \| Męskie Granie Orkiestra 2021 feat. Daria Zawiałow, Dawid Podsiadło, Vito Bambino \| I Ciebie też, bardzo Aleksander Krzyżanowski, Bartosz Dziedzic, Daria Zawiałow, Dawid Podsiadło, Mateusz Dopieralski \| – \| \| 11. September 2021 – 17. September 2021 1 Woche (insgesamt 4) \| 4 \| Ed Sheeran \| Bad Habits Edward Christopher Sheeran, Johnny McDaid, Frederick John Philip Gibson \| – \| \| 18. September 2021 – 1. Oktober 2021 2 Wochen (insgesamt 4) \| 4 \| Męskie Granie Orkiestra 2021 feat. Daria Zawiałow, Dawid Podsiadło, Vito Bambino \| I Ciebie też, bardzo Aleksander Krzyżanowski, Bartosz Dziedzic, Daria Zawiałow, Dawid Podsiadło, Mateusz Dopieralski \| – \| \| 2. Oktober 2021 – 8. Oktober 2021 1 Woche \| 1 \| Dawid Kwiatkowski \| Proste Dawid Kwiatkowski, Dominik Buczkowski, Magdalena Uściłowska, Patryk Kumór \| – \| \| 9. Oktober 2021 – 22. Oktober 2021 2 Wochen \| 2 \| Sanah \| Ten Stan Edward Leithead-Docherty, Magdalena Wójcik, Zuzanna Jurczak, Thomas Martin Leithead-Docherty \| – \| \| 23. Oktober 2021 – 5. November 2021 2 Wochen \| 2 \| The Kid Laroi & Justin Bieber \| Stay Charlton Kenneth Jeffrey Howard, Justin Drew Bieber, Blake Slatkin, Charlie Puth, Magnus August Høiberg, Michael Mulé, Isaac De Boni, Omer Fedi, Subhaan Rahmaan \| – \| \| 6. November 2021 – 26. November 2021 3 Wochen \| 3 \| Elton John & Dua Lipa \| Cold Heart (Pnau Remix) Dean John Meredith, Andrew John Meecham, Elton John, Bernard J. P. Taupin, Nicholas George Littlemore, Peter Bruce Mayes, Samuel David Littlemore \| – \| \| 27. November 2021 – 3. Dezember 2021 1 Woche \| 1 \| Lost Frequencies & Calum Scott \| Where Are You Now Felix Safran De Laet, Sebastian Arman, Joacim Bo Persson, Dag Daniel Osmund Lundberg, Michael Patrick Kelly \| – \| \| 4. Dezember 2021 – 31. Dezember 2021 4 Wochen \| 4 \| Daria \| Paranoia Daria Diana Marcinkowska, Duncan Townsend, Kevin Zuber, Maciej Puchalski \| – \| |                                     |                                                                                  | |                           |
| ← 2020 |                                     |                                                                                  | | → 2022 →                  |
| Zeitraum | Wo. ges.                            | Interpret                                                                        | Titel Autor(en) | Zusätzliche Informationen |
| (Zeitraum, Wochen auf Platz eins, Interpret, Titel, Autor[en], zusätzliche Informationen) |                                     |                                                                                  | |                           |
| 26. Dezember 2020 – 5. Februar 2021 6 Wochen | 6                                   | Robin Schulz feat. Kiddo                                                         | All We Got Emma Olivia Helena Bertilsson, Fredrik Carl Tomas Samsson, Oliver Lundström, Alessandra Helena Günthardt, Robin Schulz, Dennis Bierbrodt, Jürgen Dohr, Guido Kramer, Stefan Dabruck, Daniel Deimann | –                         |
| 6. Februar 2021 – 12. Februar 2021 1 Woche | 1                                   | Gromee feat. Ásdís                                                               | Worth It Jannik Brunke, Ásdís María Viðarsdóttir, Andrzej Piotr Gromala | –                         |
| 13. Februar 2021 – 19. Februar 2021 1 Woche | 1                                   | The Weeknd                                                                       | Save Your Tears Max Martin, Abel Tesfaye, Ahmad Balshe, Oscar Thomas Holter, Jason Matthew Quenneville | –                         |
| 20. Februar 2021 – 26. Februar 2021 1 Woche | 1                                   | Jason Derulo x Nuka                                                              | Love Not War (The Tampa Beat) Jacob Kasher Hindlin, Shawn Charles, Jason Derulo, Ridge Maukava | –                         |
| 27. Februar 2021 – 5. März 2021 1 Woche | 1                                   | Vinai × Le Pedre                                                                 | I Was Made John Charles Barrett, Stanley Bert Eisen, Vincent Poncia Jr. | –                         |
| 6. März 2021 – 9. April 2021 5 Wochen | 5                                   | Sanah & Vito Bambino                                                             | Ale jazz! Mateusz Dopieralski, Magdalena Wójcik, Jakub Galiński, Zuzanna Jurczak | –                         |
| 10. April 2021 – 16. April 2021 1 Woche | 1                                   | Ofenbach feat. Lagique                                                           | Wasted Love Haris Alagic, Sophia Ayana, Jihad Rahmouni, Dorian Jean Louis Guy Lauduique, César Thaddée Laurent de Rummel                                                                                       | –                         |
| 17. April 2021 – 23. April 2021 1 Woche | 1                                   | Riton & Nightcrawlers feat. Mufasa and Hypeman                                   | Friday (Dopamine Re-Edit) Ross Alexander John Campbell, Hugh Jude Brankin, John Robinson Reid, Graham McMillan Wilson                                                                                          | –                         |
| 24. April 2021 – 30. April 2021 1 Woche | 1                                   | Foothills & Badjack feat. Kheela                                                 | I Got Me Calle Hellberg, Kamil Pankowski, Kamil Relikowski, Mikaela Mohlin | –                         |
| 1. Mai 2021 – 7. Mai 2021 1 Woche | 1                                   | Toby Romeo, Felix Jaehn & Faulhaber                                              | Where the Lights Are Low Nicholas David Kershaw, Joren Johannes van der Voort, Benjamin Simon Samana, Felix Jaehn, Tobias Waß, Nick Faulhaber                                                                  | –                         |
| 8. Mai 2021 – 14. Mai 2021 1 Woche | 1                                   | Jason Derulo feat. Adam Levine                                                   | Lifestyle Amy Rose Allen, Pablo Bowman, Jacob Kasher Hindlin, Natalie Salomon, Kevin Clark White, Michael Clinton Woods II, Jason Joe Desrouleaux, Adam Noah Levine, Casey David Smith                         | –                         |
| 15. Mai 2021 – 21. Mai 2021 1 Woche (insgesamt 2) | 2                                   | Shanguy & Mark Neve                                                              | Kalima minou Cristiano Cesario, Marco Quisisana, Roberto Cicogna, Shady Fatin Cherkaoui, Vincenzo Nardone | –                         |
| 22. Mai 2021 – 28. Mai 2021 1 Woche | 1                                   | Majestic × Boney M.                                                              | Rasputin Frank Farian, George Reyam, Fred Jay | –                         |
| 29. Mai 2021 – 4. Juni 2021 1 Woche (insgesamt 2) | 2                                   | Shanguy & Mark Neve                                                              | Kalima minou Cristiano Cesario, Marco Quisisana, Roberto Cicogna, Shady Fatin Cherkaoui, Vincenzo Nardone | –                         |
| 5. Juni 2021 – 18. Juni 2021 2 Wochen | 2                                   | Imagine Dragons                                                                  | Follow You Fransisca Hall, Joel Little, Elley Duhey, Daniel Wayne Sermon, Benjamin Arthur McKee, Daniel Platzman, Daniel Coulter Reynolds                                                                      | –                         |
| 19. Juni 2021 – 6. August 2021 7 Wochen | 7                                   | Olivia Addams                                                                    | Stranger Adelina Stîngă, Alex Parker, Holy Molly, Marius Dia, Olivia Addams | –                         |
| 7. August 2021 – 27. August 2021 3 Wochen (insgesamt 4) | 4                                   | Ed Sheeran                                                                       | Bad Habits Edward Christopher Sheeran, Johnny McDaid, Frederick John Philip Gibson | –                         |
| 28. August 2021 – 10. September 2021 2 Wochen (insgesamt 4) | 4                                   | Męskie Granie Orkiestra 2021 feat. Daria Zawiałow, Dawid Podsiadło, Vito Bambino | I Ciebie też, bardzo Aleksander Krzyżanowski, Bartosz Dziedzic, Daria Zawiałow, Dawid Podsiadło, Mateusz Dopieralski                                                                                           | –                         |
| 11. September 2021 – 17. September 2021 1 Woche (insgesamt 4) | 4                                   | Ed Sheeran                                                                       | Bad Habits Edward Christopher Sheeran, Johnny McDaid, Frederick John Philip Gibson | –                         |
| 18. September 2021 – 1. Oktober 2021 2 Wochen (insgesamt 4) | 4                                   | Męskie Granie Orkiestra 2021 feat. Daria Zawiałow, Dawid Podsiadło, Vito Bambino | I Ciebie też, bardzo Aleksander Krzyżanowski, Bartosz Dziedzic, Daria Zawiałow, Dawid Podsiadło, Mateusz Dopieralski                                                                                           | –                         |
| 2. Oktober 2021 – 8. Oktober 2021 1 Woche | 1                                   | Dawid Kwiatkowski                                                                | Proste Dawid Kwiatkowski, Dominik Buczkowski, Magdalena Uściłowska, Patryk Kumór | –                         |
| 9. Oktober 2021 – 22. Oktober 2021 2 Wochen | 2                                   | Sanah                                                                            | Ten Stan Edward Leithead-Docherty, Magdalena Wójcik, Zuzanna Jurczak, Thomas Martin Leithead-Docherty | –                         |
| 23. Oktober 2021 – 5. November 2021 2 Wochen | 2                                   | The Kid Laroi & Justin Bieber                                                    | Stay Charlton Kenneth Jeffrey Howard, Justin Drew Bieber, Blake Slatkin, Charlie Puth, Magnus August Høiberg, Michael Mulé, Isaac De Boni, Omer Fedi, Subhaan Rahmaan                                          | –                         |
| 6. November 2021 – 26. November 2021 3 Wochen | 3                                   | Elton John & Dua Lipa                                                            | Cold Heart (Pnau Remix) Dean John Meredith, Andrew John Meecham, Elton John, Bernard J. P. Taupin, Nicholas George Littlemore, Peter Bruce Mayes, Samuel David Littlemore                                      | –                         |
| 27. November 2021 – 3. Dezember 2021 1 Woche | 1                                   | Lost Frequencies & Calum Scott                                                   | Where Are You Now Felix Safran De Laet, Sebastian Arman, Joacim Bo Persson, Dag Daniel Osmund Lundberg, Michael Patrick Kelly                                                                                  | –                         |
| 4. Dezember 2021 – 31. Dezember 2021 4 Wochen | 4                                   | Daria                                                                            | Paranoia Daria Diana Marcinkowska, Duncan Townsend, Kevin Zuber, Maciej Puchalski | –                         |

## Alben
| ← 2020 ← | Liste der Nummer-eins-Hits in Polen | Liste der Nummer-eins-Hits in Polen | Liste der Nummer-eins-Hits in Polen      | 2022 →                    |
| \| Zeitraum \| Wo. ges. \| Interpret \| Titel \| Zusätzliche Informationen \| \| (Zeitraum, Wochen auf Platz eins, Interpret, Titel, zusätzliche Informationen) \| \| \| \| \| \| ------------------------------------------------------------------------------ \| -------- \| -------------------------- \| ---------------------------------------- \| ------------------------- \| \| 1. Januar 2021 – 7. Januar 2021 1 Woche \| 1 \| (Verschiedene Interpreten) \| Siesta XVI – Prezentuje Marcin Kydryński \| – \| \| 8. Januar 2021 – 14. Januar 2021 1 Woche \| 1 \| Pezet \| Muzyka współczesna \| – \| \| 15. Januar 2021 – 21. Januar 2021 1 Woche \| 1 \| Bedoes \| Rewolucja romantyczna \| – \| \| 22. Januar 2021 – 28. Januar 2021 1 Woche \| 1 \| Szpaku \| Różowa pantera \| – \| \| 29. Januar 2021 – 4. Februar 2021 1 Woche \| 1 \| Żabson \| Ziomalski Mixtape \| – \| \| 5. Februar 2021 – 11. Februar 2021 1 Woche \| 1 \| Kwiat Jabłoni \| Mogło być nic \| – \| \| 12. Februar 2021 – 18. Februar 2021 1 Woche \| 1 \| Michael Bublé \| Love \| – \| \| 19. Februar 2021 – 25. Februar 2021 1 Woche \| 1 \| Joda \| Niepewne jutro \| – \| \| 26. Februar 2021 – 4. März 2021 1 Woche \| 1 \| Brodka \| MTV Unplugged \| – \| \| 5. März 2021 – 11. März 2021 1 Woche \| 1 \| Nizioł \| Game Plan \| – \| \| 12. März 2021 – 18. März 2021 1 Woche \| 1 \| Bisz / Kosa \| Blady Król \| – \| \| 19. März 2021 – 25. März 2021 1 Woche \| 1 \| Lana Del Rey \| Chemtrails over the Country Club \| – \| \| 26. März 2021 – 15. April 2021 3 Wochen \| 3 \| Pro8l3m \| Fight Club \| – \| \| 16. April 2021 – 22. April 2021 1 Woche \| 1 \| Sobel \| Pułapka na motyle \| – \| \| 23. April 2021 – 29. April 2021 1 Woche \| 1 \| KęKę \| Siara \| – \| \| 30. April 2021 – 6. Mai 2021 1 Woche \| 1 \| Janusz Walczuk \| Janusz Walczuk \| – \| \| 7. Mai 2021 – 13. Mai 2021 1 Woche (insgesamt 5) \| 5 \| Sanah \| Irenka \| – \| \| 14. Mai 2021 – 20. Mai 2021 1 Woche \| 1 \| Major SPZ \| Klepsydra \| – \| \| 21. Mai 2021 – 27. Mai 2021 1 Woche \| 1 \| Avi & Louis Villain \| Akademia Sztuk Pięknych \| – \| \| 28. Mai 2021 – 3. Juni 2021 1 Woche (insgesamt 2) \| 2 \| Kult \| Ostatnia płyta \| – \| \| 4. Juni 2021 – 10. Juni 2021 1 Woche \| 1 \| Kacper HTA \| Red Pill \| – \| \| 11. Juni 2021 – 17. Juni 2021 1 Woche \| 1 \| Białas & White 2115 \| Diamentowy Las \| – \| \| 18. Juni 2021 – 24. Juni 2021 1 Woche \| 1 \| Tede & Sir Mich \| Kasablanca \| – \| \| 25. Juni 2021 – 1. Juli 2021 1 Woche \| 1 \| Ekipa \| Sezon 3 \| – \| \| 2. Juli 2021 – 8. Juli 2021 1 Woche \| 1 \| Hinol Polska Wersja \| Od końca do początku \| – \| \| 9. Juli 2021 – 15. Juli 2021 1 Woche \| 1 \| BTS \| Butter \| – \| \| 16. Juli 2021 – 29. Juli 2021 2 Wochen (insgesamt 5) \| 5 \| Sanah \| Irenka \| – \| \| 30. Juli 2021 – 5. August 2021 1 Woche \| 1 \| Billie Eilish \| Happier Than Ever \| – \| \| 6. August 2021 – 12. August 2021 1 Woche (insgesamt 2) \| 2 \| Kult \| Ostatnia płyta \| – \| \| 13. August 2021 – 19. August 2021 1 Woche \| 1 \| Kartky \| Kraina lodu \| – \| \| 20. August 2021 – 26. August 2021 1 Woche (insgesamt 5) \| 5 \| Sanah \| Irenka \| – \| \| 27. August 2021 – 2. September 2021 1 Woche \| 1 \| Kaz Bałagane \| Cock.0z Mixtape \| – \| \| 3. September 2021 – 9. September 2021 1 Woche \| 1 \| Małach \| By Q \| – \| \| 10. September 2021 – 16. September 2021 1 Woche \| 1 \| Maria Peszek \| Ave Maria \| – \| \| 17. September 2021 – 23. September 2021 1 Woche \| 1 \| Nirvana \| Nevermind \| – \| \| 24. September 2021 – 30. September 2021 1 Woche \| 1 \| Young Leosia \| Hulanki \| – \| \| 1. Oktober 2021 – 21. Oktober 2021 3 Wochen (insgesamt 4) \| 4 \| Mata \| Młody Matczak \| – \| \| 22. Oktober 2021 – 28. Oktober 2021 1 Woche \| 1 \| Kizo \| Jeszcze 5 minut \| – \| \| 29. Oktober 2021 – 4. November 2021 1 Woche \| 1 \| Fisz Emade Tworzywo \| Ballady i protesty \| – \| \| 5. November 2021 – 11. November 2021 1 Woche (insgesamt 5) \| 5 \| Sanah \| Irenka \| – \| \| 12. November 2021 – 18. November 2021 1 Woche \| 1 \| Ero \| Eroizm \| – \| \| 19. November 2021 – 25. November 2021 1 Woche \| 1 \| Nic \| Sokół \| – \| \| 26. November 2021 – 2. Dezember 2021 1 Woche \| 1 \| Adele \| 30 \| – \| \| 3. Dezember 2021 – 9. Dezember 2021 1 Woche (insgesamt 3) \| 3 \| Dawid Podsiadło \| Leśna muzyka (live, czyli na żywo) \| – \| \| 10. Dezember 2021 – 23. Dezember 2021 2 Wochen \| 2 \| (Verschiedene Interpreten) \| Męskie Granie 2021 \| – \| \| 24. Dezember 2021 – 30. Dezember 2021 1 Woche (insgesamt 4) \| 4 \| Mata \| Młody Matczak \| – \| \| 31. Dezember 2021 – 6. Januar 2022 1 Woche \| 1 \| Fokus \| Arogant \| – \| |                                     |                                     |                                          |                           |
| ← 2020 |                                     |                                     |                                          | → 2022 →                  |
| Zeitraum | Wo. ges.                            | Interpret                           | Titel                                    | Zusätzliche Informationen |
| (Zeitraum, Wochen auf Platz eins, Interpret, Titel, zusätzliche Informationen) |                                     |                                     |                                          |                           |
| 1. Januar 2021 – 7. Januar 2021 1 Woche | 1                                   | (Verschiedene Interpreten)          | Siesta XVI – Prezentuje Marcin Kydryński | –                         |
| 8. Januar 2021 – 14. Januar 2021 1 Woche | 1                                   | Pezet                               | Muzyka współczesna                       | –                         |
| 15. Januar 2021 – 21. Januar 2021 1 Woche | 1                                   | Bedoes                              | Rewolucja romantyczna                    | –                         |
| 22. Januar 2021 – 28. Januar 2021 1 Woche | 1                                   | Szpaku                              | Różowa pantera                           | –                         |
| 29. Januar 2021 – 4. Februar 2021 1 Woche | 1                                   | Żabson                              | Ziomalski Mixtape                        | –                         |
| 5. Februar 2021 – 11. Februar 2021 1 Woche | 1                                   | Kwiat Jabłoni                       | Mogło być nic                            | –                         |
| 12. Februar 2021 – 18. Februar 2021 1 Woche | 1                                   | Michael Bublé                       | Love                                     | –                         |
| 19. Februar 2021 – 25. Februar 2021 1 Woche | 1                                   | Joda                                | Niepewne jutro                           | –                         |
| 26. Februar 2021 – 4. März 2021 1 Woche | 1                                   | Brodka                              | MTV Unplugged                            | –                         |
| 5. März 2021 – 11. März 2021 1 Woche | 1                                   | Nizioł                              | Game Plan                                | –                         |
| 12. März 2021 – 18. März 2021 1 Woche | 1                                   | Bisz / Kosa                         | Blady Król                               | –                         |
| 19. März 2021 – 25. März 2021 1 Woche | 1                                   | Lana Del Rey                        | Chemtrails over the Country Club         | –                         |
| 26. März 2021 – 15. April 2021 3 Wochen | 3                                   | Pro8l3m                             | Fight Club                               | –                         |
| 16. April 2021 – 22. April 2021 1 Woche | 1                                   | Sobel                               | Pułapka na motyle                        | –                         |
| 23. April 2021 – 29. April 2021 1 Woche | 1                                   | KęKę                                | Siara                                    | –                         |
| 30. April 2021 – 6. Mai 2021 1 Woche | 1                                   | Janusz Walczuk                      | Janusz Walczuk                           | –                         |
| 7. Mai 2021 – 13. Mai 2021 1 Woche (insgesamt 5) | 5                                   | Sanah                               | Irenka                                   | –                         |
| 14. Mai 2021 – 20. Mai 2021 1 Woche | 1                                   | Major SPZ                           | Klepsydra                                | –                         |
| 21. Mai 2021 – 27. Mai 2021 1 Woche | 1                                   | Avi & Louis Villain                 | Akademia Sztuk Pięknych                  | –                         |
| 28. Mai 2021 – 3. Juni 2021 1 Woche (insgesamt 2) | 2                                   | Kult                                | Ostatnia płyta                           | –                         |
| 4. Juni 2021 – 10. Juni 2021 1 Woche | 1                                   | Kacper HTA                          | Red Pill                                 | –                         |
| 11. Juni 2021 – 17. Juni 2021 1 Woche | 1                                   | Białas & White 2115                 | Diamentowy Las                           | –                         |
| 18. Juni 2021 – 24. Juni 2021 1 Woche | 1                                   | Tede & Sir Mich                     | Kasablanca                               | –                         |
| 25. Juni 2021 – 1. Juli 2021 1 Woche | 1                                   | Ekipa                               | Sezon 3                                  | –                         |
| 2. Juli 2021 – 8. Juli 2021 1 Woche | 1                                   | Hinol Polska Wersja                 | Od końca do początku                     | –                         |
| 9. Juli 2021 – 15. Juli 2021 1 Woche | 1                                   | BTS                                 | Butter                                   | –                         |
| 16. Juli 2021 – 29. Juli 2021 2 Wochen (insgesamt 5) | 5                                   | Sanah                               | Irenka                                   | –                         |
| 30. Juli 2021 – 5. August 2021 1 Woche | 1                                   | Billie Eilish                       | Happier Than Ever                        | –                         |
| 6. August 2021 – 12. August 2021 1 Woche (insgesamt 2) | 2                                   | Kult                                | Ostatnia płyta                           | –                         |
| 13. August 2021 – 19. August 2021 1 Woche | 1                                   | Kartky                              | Kraina lodu                              | –                         |
| 20. August 2021 – 26. August 2021 1 Woche (insgesamt 5) | 5                                   | Sanah                               | Irenka                                   | –                         |
| 27. August 2021 – 2. September 2021 1 Woche | 1                                   | Kaz Bałagane                        | Cock.0z Mixtape                          | –                         |
| 3. September 2021 – 9. September 2021 1 Woche | 1                                   | Małach                              | By Q                                     | –                         |
| 10. September 2021 – 16. September 2021 1 Woche | 1                                   | Maria Peszek                        | Ave Maria                                | –                         |
| 17. September 2021 – 23. September 2021 1 Woche | 1                                   | Nirvana                             | Nevermind                                | –                         |
| 24. September 2021 – 30. September 2021 1 Woche | 1                                   | Young Leosia                        | Hulanki                                  | –                         |
| 1. Oktober 2021 – 21. Oktober 2021 3 Wochen (insgesamt 4) | 4                                   | Mata                                | Młody Matczak                            | –                         |
| 22. Oktober 2021 – 28. Oktober 2021 1 Woche | 1                                   | Kizo                                | Jeszcze 5 minut                          | –                         |
| 29. Oktober 2021 – 4. November 2021 1 Woche | 1                                   | Fisz Emade Tworzywo                 | Ballady i protesty                       | –                         |
| 5. November 2021 – 11. November 2021 1 Woche (insgesamt 5) | 5                                   | Sanah                               | Irenka                                   | –                         |
| 12. November 2021 – 18. November 2021 1 Woche | 1                                   | Ero                                 | Eroizm                                   | –                         |
| 19. November 2021 – 25. November 2021 1 Woche | 1                                   | Nic                                 | Sokół                                    | –                         |
| 26. November 2021 – 2. Dezember 2021 1 Woche | 1                                   | Adele                               | 30                                       | –                         |
| 3. Dezember 2021 – 9. Dezember 2021 1 Woche (insgesamt 3) | 3                                   | Dawid Podsiadło                     | Leśna muzyka (live, czyli na żywo)       | –                         |
| 10. Dezember 2021 – 23. Dezember 2021 2 Wochen | 2                                   | (Verschiedene Interpreten)          | Męskie Granie 2021                       | –                         |
| 24. Dezember 2021 – 30. Dezember 2021 1 Woche (insgesamt 4) | 4                                   | Mata                                | Młody Matczak                            | –                         |
| 31. Dezember 2021 – 6. Januar 2022 1 Woche | 1                                   | Fokus                               | Arogant                                  | –                         |